# Lista de terrae em Marte
Esta é uma lista de regiões em Marte denominadas Terra (pl. Terrae). A maior parte dessas regiões compreende a áreas grandes e enrugadas, muitas vezes apresentando canais de escoamento, crateras, e "terreno caótico". Elas podem ser comparadas em contraste a Planitia (por exemplo, Amazonis Planitia) e Mare (por exemplo, Mare Erythraeum), regiões menos acidentadas de albedo diferenciado.
| Nome               | Coordenadas      | Diâmetro da formação (km) |
| ------------------ | ---------------- | ------------------------- |
| Aonia Terra        | 62.0° S 100.0° E | 3,372                     |
| Arabia Terra       | 23.0° N 355.0° E | 6,000                     |
| Terra Cimmeria     | 35.0° S 215.0° E | 5,400                     |
| Margaritifer Terra | 5.0° S 25.0° E   | 2,600                     |
| Noachis Terra      | 45.0° S 350.0° E | 4,800                     |
| Promethei Terra    | 58.0° S 260.0° E | 3,300                     |
| Terra Sabaea       | 2.0° N 318.0° E  | 4,700                     |
| Terra Sirenum      | 40.0° S 150.0° E | 3,900                     |
| Tempe Terra        | 40.0° N 71.0° E  | 2,753                     |
| Tyrrhena Terra     | 15.0° S 270.0° E | 2,300                     |
| Xanthe Terra       | 3.0º N 48.0° E   | 2,465                     |